# Vikram Chandra
Vikram Chandra (Nuova Delhi, 23 luglio 1961) è un romanziere e film-maker indiano naturalizzato statunitense.

## Biografia
Suo padre Navin Chandra era un dirigente d'azienda, sua madre Kamna Chandra ha scritto film e commedie in lingua Hindi, tra cui Prem Rog (1982), 1942: A Love Story (1994), e Chandni (1989) diretto da Yash Chopra. Sua sorella Tanuja Chandra è scrittrice e produttrice di opere cinematografiche. Ha diretto diversi film, tra cui Sur e Sangharsh (1999). Un'altra sorella, Anupama Chopra, è critica cinematografica e consulente per il gruppo televisivo indiano NDTV.
Diplomatosi al Mayo College in Ajmer, Rajasthan. Ha frequentato il St. Xavier's College in Mumbai ma prima della laurea si è trasferito negli Stati Uniti. Laureatosi al Pomona College - Claremont, California, con B.A. magna cum laude in Inglese con focus nella scrittura creativa. Successivamente ha frequentato la scuola di cinema della Columbia University, lasciata a metà per iniziare il suo primo romanzo. Ha ricevuto la laurea magistrale al seminario di scrittura della Johns Hopkins University nel 1987. Ha insegnato e tenuto lezioni alla George Washington University e alla University of California, Berkeley.
Chandra vive tra Mumbai e Berkeley, dove insegna.

## Opere
- Terra Rossa e Pioggia Scrosciante (Red Earth and Pouring Rain, 1995), il primo romanzo di Chandra, è ispirato all'autobiografia di James Skinner, un leggendario soldato anglo-inglese del diciannovesimo secolo. Quest'opera, scritta nell'arco di diversi anni durante la frequentazione della Johns Hopkins University, stata pubblicata in India, Stati Uniti e Regno Unito, con grande successo di critica. Ha vinto sia il Commonwealth Writers Prize che il David Higham Prize per la "fiction". Il romanzo prende il nome da una poesia di Kuruntokai, contenuta in una antologia classica Tamil di poesia sentimentale.
- Amore e nostalgia a Bombay (Love and Longing in Bombay, 1997), è una collezione di brevi storie, ben accolta dal pubblico e dalla critica. Il romanzo ha vinto il Commonwealth Writers Prize come miglior libro della regione euroasiatica, ed è stato in concorso per il Guardian Fiction Prize.

Nel 2000, in collaborazione con Suketu Mehta, Chandra ha scritto Mission Kashmir, un film Bollywood, diretto dal suo fratello adottivo Vidhu Vinod Chopra e a cui ha partecipato la star bollywood Hrithik Roshan.
- Giochi Sacri (Sacred Games, 2006) (Mondadori, 2007). Ambientato a Mumbai, racconta la storia di Sartaj Singh, un poliziotto già apparso in Amore e Nostalgia a Bombay, che fortuitamente rintraccia il temutissimo gangster Ganesh Gaitonde e ne ascolta le mille storie, inizialmente al citofono del suo bunker poi, dopo la morte di Gaitonde, in ambiti di coscienza indefiniti. Giochi Sacri è una monumentale epopea di 1.180 pagine, che mischia generi letterari, impronte stilistiche, piani narrativi, disorientando e affascinando il lettore.[2][3]